# 69
Năm 69 là một năm trong lịch Julius. 